# Ischnovalgus gracilis
Ischnovalgus gracilis är en skalbaggsart som beskrevs av Hermann Julius Kolbe 1897. Ischnovalgus gracilis ingår i släktet Ischnovalgus och familjen Cetoniidae. Inga underarter finns listade i Catalogue of Life.